# Tekma zvezd KELLY'S
KELLY'S All-Star tekma je revijska tekma najboljših igralcev Lige EBEL po vzoru iz lige NHL. Tekma poteka med najboljšimi avstrijskimi in neavstrijskimi igralci lige. Kateri igralci so izbrani za najboljše in kateri trenerji, odloča internetno glasovanje. Po tekmi poteka od leta 2007 tudi tekmovanje v spretnostih, kot so: streljanje na cilj, hitrostno drsanje, najmočnejši strel, kazenski strel in curling. Tekma se je prvič odvila v sezoni 2005/06 in se vsako leto odvije na koncu januarja ali na začetku februarja. Glavni pokrovitelj prireditve je KELLY'S. Kljub vsakoletnemu spektaklu in šovu pa prireditev ne uspe pridobiti večjih množic, saj gre za tekmo brez pravega tekmovalnega naboja. 

## 2006
Na prvi All-Star tekmi 11. februarja 2006 je zmagala ekipa Avstrijske zvezde, ki jo je vodil takrat novinec med trenerji Jim Boni. Prizorišče je bila Albert Schultz Eishalle. 
| Avstrijske zvezde | 8:6 (3:1, 4:3, 1:2)                                             | KELLY'S zvezde |
| 1:0 G. Unterluggauer (9.) 2:1 M. Latusa (15.) 3:1 T. Koch (17.) 4:4 D. Welser (33.) 5:4 M. Trattnig (34.) 6:4 M. Szücs (34.) 7:4 D. Kalt (37.) 8:6 P. Lakos (60./EN) | 11. februar 2006 Dunaj, Albert Schultz Eishalle 3.000 gledalcev | 1:1 F. Banham (14.) 3:2 B. Storey (23.) 3:3 M. Brown (28.) 3:4 F. Banham (31.) 7:5 D. Bousquet (51.) 7:6 D. Bousquet (57.) |
| Oliver Setzinger | Igralec večera                                                  | Frank Banham |

## 2007
Leta 2007 je potekala tekma 3. februarja. Mednarodne zvezde so se Avstrijskim zvezdam maščevale za lanskoletni poraz, zmagali so z 18:10. Tekmovanje v spretnostih pa so dobile Avstrijske zvezde prav tako z 18:10. Najhitrejši drsalec je postal Stefan Herzog, najmočnejši strel so izmerili Pierru Dagenaisu (156km/h). Pri kazenskih strelih se je izkazal vratar Jürgen Penker, ki je ubranil prav vse poizkuse Mednarodnih zvezd.
| Avstrijske zvezde | 10:18 (3;6, 4:6, 3:6)                                                                     | Mednarodne zvezde |
| 2:1 K. Salfi (6.) 4:2 G. Unterluggauer (13.) 6:3 M. Trattnig (20.) 6:4 R. Lukas (21.) 10:5 S. Klimbacher (35.) 10:6 S. Herzog (36.) 10:7 J. Rebek (37.) 12:8 O. Setzinger (41.) 13:9 M. Trattnig (46.) 16:10 K. Salfi (55.) | 3. februar 2007 Dunaj, Albert Schultz Eishalle 3.500 gledalcev Sodnik: Gerhard Schiffauer | 1:0 A. Fox (1.) 2:0 A. Iob (5.) 3:1 T. Razingar (8.) 4:1 D. Rodman (10.) 5:2 J.-P. Pare (13.) 6:2 R. Guillet (17.) 7:4 T. Elik (26.) 8:4 V. Ignatjevs (27.) 9:4 M. Brown (30.) 10:4 A. Iob (31.) 11:7 M. Rodman (38.) 12:7 S. Brulé (38.) 13:8 V. Ignatjevs (42.) 14:9 M. Rodman (47.) 15:9 P. Dagenais (53.) 16:9 A. Fox (54.) 17:10 M. Brown (57.) 18:10 P. Dagenais (58.) |

|                   | Tekmovanje v spretnostih |                   |
| Avstrijske zvezde | 18:10                    | Mednarodne zvezde |
| 6 točk            | Streljanje na cilj       | 3 točk            |
| 4 točk            | Hitrostno drsanje        | 3 točk            |
| 2 točk            | Najmočnejši strel        | 4 točk            |
| 6 točk            | Kazenski streli          | 0 točk            |

## 2008
Tekma je potekala 26. januarja 2008. Tekmo so sodili štirje sodniki kot tudi vse tekme kasnejšega finala med EC Red Bull Salzburgom in HDD ZM Olimpija Ljubljana. Za najboljšega napadalca je bil izbran Marcel Rodman, za najboljšega branilca Darcy Werenka in za najboljšega vratarja Jürgen Penker, ki je postal tudi Igralec večera. 
| Avstrijske zvezde | 12:15 (5:4, 2:8, 3:5) | Mednarodne zvezde |
| 1:1 T. Pfeffer (7.) 2:1 M. Hohenberger (8.) 3:1 M. Latusa (10.) 4:2 S. Klimbacher (14.) 5:2 D. Schuller (18.) 6:11 G. Baumgartner (36.) 7:11 M. Hohenberger (37.) 8:12 S. Pittl (47.) 9:12 M. Tropper (48.) 10:12 T. Raffl (51.) 11:12 G. Baumgartner (52.) 12:13 T. Raffl (55.) | 26. januar 2008 Dunaj, Albert Schultz Eishalle 2.500 gledalcev Sodnik: R. Altersberger, C. Jelinek (glavna), A. Hütter, U. Erd (linijska) Streli na gol: 37 proti 52 Kazenskih minut: 0 proti 2 | 0:1 M. Rodman (1.) 3:2 A. Fox (10.) 5:3 J.-P.Pare (19.) 5:4 R. Intranuovo (19.) 5:5 A. Fox (21.) 5:6 M. Craig (28.) 5:7 M. Rodman (30.) 5:8 M. Craig (33.) 5:9 K. Palkovics (34.) 5:10 M. Rodman (34.) 5:11 I. Jan (35.) 7:12 I. Jan (38.) 11:13 G. Day (55.) 12:14 D. Rodman (59.) 12:15 A. Kranjc (60.) |

|                             | Tekmovanje v spretnostih |                        |
| Avstrijske zvezde           | 6:10                     | Mednarodne zvezde      |
| 1                           | Hitrostno drsanje        | 3                      |
| 2                           | Curling                  | 3                      |
| G. Unterluggauer (156 km/h) | Najmočnejši strel        | K. Mitchell (159 km/h) |
| 1                           | Kazenski streli          | 2                      |

## 2009
V sezoni 2008/09 je bila Tekma zvezd načrtovana za 31. marec, a naposled ni bila prirejena. Kljub temu so hokejski novinarji izbirali zvezde v kategorijah "Narodne zvezde" (iz Avstrije, Slovenije in Madžarske) in "Mednarodne zvezde". Potekal je tudi izbor Moštva zvezd v kategorijah "Vzhod" in "Zahod".  Prav tako je potekal izbor za Najkoristnejšega igralca lige in Najboljšega mladega igralca lige (rojeni po ali leta 1986). Najkoristnejši igralec lige je postal Thomas Koch, najboljši mladi igralec pa Thomas Hundertpfund.

## 2010
Tekma zvezd je zopet načrtovana za sezono 2009/10. Na tekmi naj bi se pomerile zvezde Vzhoda (Ljubljana, Graz, Linz, Dunaj, Székesfehérvár) in Zahoda (Innsbruck, Salzburg, Beljak, Celovec, Jesenice). Prizorišče tekme še ni določeno. 